# Granstaträsk
Granstaträsk är en sjö i Södertälje kommun i Södermanland och ingår i Norrströms huvudavrinningsområde.